# Almoharín
Almoharín – gmina w Hiszpanii, w prowincji Cáceres, w Estramadurze, o powierzchni 93,68 km². W 2011 roku gmina liczyła 1966 mieszkańców.